# モハメド・バヨ
モハメド・バヨ（Mohamed Bayo、1998年6月4日 - ）は、フランス・クレルモン＝フェラン出身のギニア人サッカー選手。ロイヤル・アントワープFC所属。ポジションはFW。ギニア代表。

## クラブ経歴
クレルモン＝フェランに生まれ、6歳の時に地元のサッカークラブであるクレルモン・フットの下部組織に入団した。2017年11月11日、クープ・ドゥ・フランスのムーラン・イェウール・フット戦にて途中交代でトップチームデビューを果たした。また、同年11月28日にはキャリア初のプロ契約を2年半契約で結んだ。しかし、トップチームデビュー後はレギュラーに定着できず、2018-19シーズンの後半戦からフランス全国選手権に所属していたUSLダンケルクへレンタル移籍をした。翌2019-20シーズンも引き続きダンケルクへレンタル移籍されるとリーグ戦24試合で12得点を挙げた。
ダンケルクからクレルモン・フットへ復帰した2020-21シーズンはリーグ・ドゥの舞台で22得点をあげてクラブのリーグ・アン昇格に貢献すると、翌シーズンはリーグ・アン初挑戦ながら14ゴールを叩き出し、クラブの1部残留に一役買った。
2022年7月13日、移籍金1,400万ユーロでLOSCリールへ移籍し、5年契約を交わした。

## 代表経歴
クレルモン・フットでブレイクした後の2021年3月8日、自身のルーツであるギニア代表からの招集に応じる構えを見せた。
2021年3月24日、アフリカネイションズカップ2021予選のマリ代表戦でギニア代表デビューを飾った。同年12月20日、アフリカネイションズカップ2021に臨むギニア代表メンバーに選出された。

## タイトル

### 個人
- リーグ・ドゥ得点王 : 1回 (2020-21)